# Casselerrib
Casselerrib is een Duits varkensvleesproduct dat gebruikt wordt als ingrediënt in stoofpotten, stamppotten en ook als broodbeleg.
Het betreft gepekeld varkensvlees afkomstig van de rib van het varken. Met de rib erbij kan het verwerkt worden tot ribkarbonade, maar om casselerrib te maken wordt het vlees van de rib gehaald. Het vlees wordt gekruid en gepekeld (gezouten) en daarna ofwel langzaam gaar gerookt of gekookt. Het krijgt daardoor een malse structuur en een rooksmaak, en is door de behandelwijze langer houdbaar.
Behalve in stoofpotgerechten en stamppotten, waarbij het soms mee verwarmd wordt met de rest van het gerecht of er warm bij wordt geserveerd, wordt het ook wel koud en in plakken geserveerd als broodbeleg.